# Michael McGlinchey
Michael McGlinchey (Wellington, 1987. január 7. –) új-zélandi válogatott labdarúgó, a Weston Bears középpályása.
A új-zélandi válogatott tagjaként részt vett a 2010-es világbajnokságon.

## Statisztika
| Új-zélandi válogatott | Új-zélandi válogatott | Új-zélandi válogatott |
| Időszak               | Mérk.                 | gól                   |
| --------------------- | --------------------- | --------------------- |
| 2009                  | 3                     | 0                     |
| 2010                  | 4                     | 0                     |
| 2011                  | 3                     | 1                     |
| 2012                  | 11                    | 2                     |
| 2013                  | 4                     | 0                     |
| 2014                  | 5                     | 0                     |
| 2015                  | 3                     | 0                     |
| 2016                  | 7                     | 1                     |
| 2017                  | 11                    | 1                     |
| 2018                  | 1                     | 0                     |
| 2019                  | 21                    | 0                     |
| Összesen              | 54                    | 5                     |

## Sikerei, díjai

### Klub
- Central Coast Mariners
  - A-League Premiers: 2011–12
  - A-League Champions: 2011–12

### Válogatott
- Új-Zéland
  - OFC-nemzetek kupája: 2016